# 필리포 마키
필리포 마키(이탈리아어: Filippo Macchi, 2001년 9월 19일~)는 이탈리아의 펜싱 선수로 주 종목은 플뢰레이다. 2024년 하계 올림픽에서 남자 플뢰레 개인전과 단체전 은메달을 획득했다.

## 경력
2001년 피사도 폰테데라에서 태어났다. 2019년에 이탈리아 국가대표 펜싱 선수가 되었다.
2023년 6월 불가리아 플로브디프에서 열린 유럽 선수권 대회에 참가하여 프랑스의 엔조 르포르를 꺾고 개인전 금메달을 획득했다. 같은 달에는 폴란드 크라쿠프에서 열린 2023년 유러피언 게임에 참가하여 단체전 금메달을 획득했다.
2024년 7월 파리에서 열린 2024년 하계 올림픽에 이탈리아 국가대표로 참가했다. 그는 플뢰레 개인전에서 홍콩의 정가롱에게 패해 은메달을 획득하였으며 플뢰레 단체전에서는 일본에게 패하여 은메달을 획득했다.